# Piper musteum
Piper musteum är en pepparväxtart som beskrevs av William Trelease. Piper musteum ingår i släktet Piper och familjen pepparväxter. Inga underarter finns listade i Catalogue of Life.